# José Neto
José Neto (Montijo, 5 ottobre 1935 – Lisbona, 6 ottobre 1987) è stato un calciatore portoghese, di ruolo centrocampista.

## Carriera
Con la maglia del Benfica vinse 5 campionati (1960, 1961, 1963, 1964, 1965) e 2 Coppe dei Campioni (1961, 1962).